# N'oubliez pas les paroles !
N'oubliez pas les paroles !, parfois abrégé NOPLP, est un jeu télévisé français, diffusé en France, de façon bi-quotidienne, sur France 2, depuis le 15 décembre 2007 et en Belgique, sur La Deux, depuis le 2 septembre 2019 puis sur Tipik à partir du 7 septembre 2020. Il est présenté par Nagui depuis son lancement — hormis quelques exceptions — et est produit par la société Air Productions.
Le jeu est adapté de la version américaine Don't Forget the Lyrics!, créé par Jeff Apploff en 2007.
Pour les émissions quotidiennes, il s'agit d'un grand karaoké, où des candidats chantent une chanson interprétée en direct par un orchestre, le but étant de continuer à chanter lorsque les paroles ne sont plus affichées à l'écran et retrouver les mots manquants. En version classique (jusqu'en 2013) le candidat était seul et devait grimper dans l'échelle des gains pour espérer obtenir jusqu'à 100 000 €. Depuis 2013 et la version maestro, deux candidats s'affrontent chaque soir : pour l'adversaire, le but est de détrôner le maestro, qui accumule les victoires et reste en place à chaque émission, tentant de remporter jusqu'à 20 000 € à l'issue de chacune.
Des émissions spéciales sont aussi diffusées, le principe étant relativement le même que pour les émissions quotidiennes. Certaines en première partie de soirée, où des enfants s'affrontent ; ou alors des anciens candidats ; voire des personnalités qui jouent pour des associations. Certaines en access prime-time (dans la case habituelle) où des anciens candidats se font face.
Le 16 décembre 2024 est diffusée sur France 2 la 7000e émission. Pour l'occasion, un nouveau décor est dévoilé.

## Production et organisation

### Tournage
L'émission est tournée au studio 107 de La Plaine Saint-Denis, à Saint-Denis, en France. Durant chaque journée de tournage, environ douze émissions sont tournées à la suite,.

### Réalisation et production
L'émission est réalisée par Gérard Pullicino. Elle est produite par Nagui, Gaëlle Leroy et Leslie Blumberg, et par la société de production Air Productions, dirigée par Nagui.

### Présentation

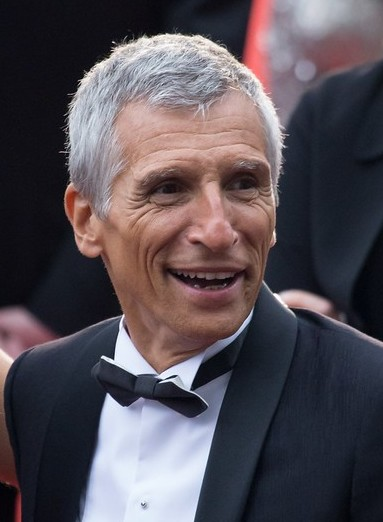
Nagui présente et produit l'émission depuis son lancement.

Nagui présente l'émission depuis son lancement, le 15 décembre 2007.
Au cours de l'été 2008, en raison d'une blessure au genou, il cède sa place à Patrick Sabatier, avant de la reprendre en septembre 2008.
Lors de la deuxième émission du 31 décembre 2018, il cède sa place à Magali Ripoll, musicienne de l'émission. Lors de la précédente émission, cette dernière lui avait dit que : « s'il souhaitait prendre sa retraite, [elle serait] partante pour le remplacer », ce à quoi Nagui avait répondu « chiche ».
Le 1er avril 2022, les deux émissions sont présentées par Sidonie Bonnec et Olivier Minne qui, en guise de poisson d'avril, ont enfermé Nagui dans sa loge. Les candidats du moment sont Isabelle Vitari et Damien Thévenot pour la première émission, et Mélanie Page et Arnaud Gidoin pour la seconde.

### Casting et sélection des candidats
Le casting de l'émission se déroule en plusieurs phases. Tout d'abord, l'équipe de production contacte les candidats par téléphone. Il leur est demandé de chanter une chanson de leur choix. Ceux qui sont retenus sont ensuite conviés à un casting dans une ville près de chez eux. Là, il leur est d'abord proposé un test écrit, qui consiste à compléter des paroles de chansons françaises célèbres. Ensuite, ils doivent chanter un titre connu devant les autres participants. La justesse de leur voix et leur capacité à mettre l'ambiance est ainsi évaluée. Les participants retenus sont ensuite filmés un par un et, après une rapide présentation, ils doivent chanter sur des bandes-son. Le directeur de casting désigne enfin les candidats qui seront conviés à Saint-Denis, pour participer à l'émission,,.
Jusqu'en février 2019, lorsqu'un candidat était battu sur le plateau, il pouvait se présenter à nouveau au casting, dès lors qu'il avait cumulé moins de 5 000 €. Le nombre de participations à l'émission était limité à deux. Depuis, ce palier est élevé à 10 000 € et le nombre de participations maximum à trois,,. Cependant, à partir de début 2021, le nombre de participations devient illimité. La seule condition restante étant de ne pas avoir dépassé la barre des 10 000 € de gains[réf. souhaitée].
Début 2020, pour respecter les mesures imposées par le confinement lié à la pandémie de Covid-19, les candidats sont sélectionnés depuis chez eux, en visioconférence, et habitent à moins de 100 km de La Plaine Saint-Denis (lieu de tournage).

## Participants

### Les «ambianceurs»
Le public présent derrière les candidats et Nagui se compose d'intermittents du spectacle, appelés les « ambianceurs », qui sont rémunérés pour mettre de l'ambiance et au départ improviser des chorégraphies , mais maintenant doivent suivre un seul chorégraphe. Le nombre d'« ambiancieurs» est passé de 24 à 50 avec une rémunération passant de 110 à 150 euros brut par journée de tournage à la suite d'une pétition.

### Les «zikos»
Toutes les chansons de l'émission sont jouées en direct par un orchestre, appelé les « zikos ».

#### Actuels
- Alexis Bourguignon, trompettiste[28] ;
- Jessie Fasano, choriste, depuis février 2015 (succède à Valéry Boston)[29],[30] ;
- Elsa Fourlon, guitariste, violoncelliste depuis le 9 septembre 2024[31] ;
- Fabien Haimovici, chanteur et percussionniste, depuis le 20 janvier 2014 (succède à Fabrice Larmonie)[32] ;
- Michael Joussein, tromboniste[27] ;
- Karen Khochafian, violoniste, depuis mai 2018 (succède à Karen Brunon)[33] ;
- François Legrand, pianiste[27] ;
- Nathalie Loriot, choriste, depuis le 20 janvier 2014[30] ;
- Pierre Lucbert, batteur, depuis le 24 janvier 2022 (succède à Damien Schmitt)[34];
- Jean-Luc Paris, guitariste[27] ;
- Julien Raffin, saxophoniste[27], flûtiste, harmoniciste ;
- Christian Rakotoarivony, guitariste[27] ;
- Olivier Reine, pianiste, depuis le 30 septembre 2024[35] ;
- Magali Ripoll, chanteuse et accordéoniste, depuis le 15 décembre 2007 (lancement)[36] ;
- Emmanuel Vincent, dit Manu Vince, choriste, depuis le 8 septembre 2017[37] ;
- Maurice Zemmour, dit Momo, bassiste, depuis le 15 décembre 2007 (lancement)[27],[38].

#### Anciens
- Richard Bertin, batteur, du 15 décembre 2007 (lancement) au 4 août 2018 (laisse sa place à Damien Schmitt)[39] ;
- Valéry Boston, choriste, du 20 janvier 2014 à février 2015 (laisse sa place à Jessie Fasano)[30] ;
- Karen Brunon, violoniste et choriste occasionnelle, de 2015 au 29 mai 2018 (laisse sa place à Karen Khochafian, qui l'avait déjà remplacée)[40] ;
- Fabrice Larmonie, chanteur et percussionniste, du 5 novembre 2012 à janvier 2014 (laisse sa place à Fabien Haimovici)[32] ;
- Damien Schmitt, batteur, de mai 2018 au 22 janvier 2022 (succède à Richard Bertin, puis laisse sa place à Pierre Lucbert, qui l'avait déjà remplacé)[41] ;
- Kania Allard, choriste [42] entre fin 2015 et 2021.

### Cruella
Personnage présent depuis mai 2016 en voix off, Cruella est chargée de répéter les dernières paroles chantées par un candidat juste avant celles qu'il doit trouver, mais aussi de révéler l'erreur faite lors de « La même chanson »,.
Ce rôle est joué par Gaëlle Leroy, co-productrice de l'émission,. Concernant son apparition, Nagui confie à Télé Star qu'elle « est née d'un accident. ». Précisant que si auparavant, ce dernier portait une oreillette pour jouer ce rôle, il a finalement demandé « à quelqu'un de l'équipe de prendre un micro », après qu'un technicien lui eut « envoyé 1 000 hertz dans les oreilles ».

## Principe
Le principe de l'émission est basé sur la version américaine du jeu : Don't Forget the Lyrics!, créé par Jeff Apploff,.
Le principe du jeu est celui du karaoké : accompagné par quelques musiciens, le candidat chante une partie d'une chanson francophone en lisant les paroles sur un grand écran. Lorsque l'accompagnement et l'affichage du texte s'arrêtent, il doit continuer à chanter a cappella et retrouver un certain nombre de mots suivant le niveau du jeu.
Le jeu a connu deux formules : la version classique, dans laquelle un candidat seul (ou parfois un duo de candidats) participait au jeu et devait gravir les échelons d'une pyramide de gains pour remporter jusqu'à 100 000 €, a existé de la création du jeu jusqu'à janvier 2013. Lui a succédé la version maestro où le candidat gagnant de l'émission précédente et un challenger s'affrontent.

### Version classique
Lors de la première saison le candidat arrivait sur le plateau pour participer au jeu dès lors que le candidat précédent avait terminé sa partie. À partir de la deuxième saison le jeu débutait par un duel : deux candidats arrivent sur le plateau et doivent chanter un extrait d'une chanson de leur choix pour convaincre le public de les faire participer au jeu. Le duel est supprimé à partir du 5 novembre 2012 et les candidats se présentent à nouveau un par un.
| Palier                                                                                                  | Somme en jeu |
| --- | ------------ |
| 10e | 100 000 €    |
| 9e | 50 000 €     |
| 8e | 35 000 €     |
| 7e | 20 000 €     |
| 6e | 10 000 €     |
| 5e | 5 000 €      |
| 4e | 2 500 €      |
| 3e | 1 000 €      |
| 2e | 500 €        |
| 1er | 250 €        |
| Légende :- Somme acquise si la chanson à 100 000 € est tentée. - Somme acquise si le niveau est franchi |              |

Le candidat doit choisir un thème parmi les neuf proposés, derrière lesquels se trouvent deux chansons.
Le candidat dispose de quatre jokers (trois jusqu'au 1er juillet 2011) pour l'aider à trouver les bonnes paroles :
- Les « chœurs » : le candidat demande à l'un de ses deux amis de lui donner les bonnes paroles[47].
- Les « 2 mots » : le candidat demande à connaître deux mots[47].
- Les « 3 phrases » : trois phrases sont proposées au candidat ; l'une de ces phrases est la réponse à trouver, tandis que les deux autres n'ont aucun lien avec les paroles de la chanson[47].
- Le « switch » : permet de changer de chanson et de prendre la deuxième du même thème (dès le 5 septembre 2011[48]).

À partir du 5 septembre 2011, une case « bonus » et une case « malus », uniquement visibles par le téléspectateur, font leur apparition.

### Version maestro
Cette version est jouée lors de toutes les émissions quotidiennes depuis le 7 janvier 2013 (sauf du 20 janvier 2014 au 4 avril 2014 où l'émission est revenue à la formule classique). Depuis le 9 mai 2015, les émissions spéciales en première partie de soirée utilisent une adaptation de cette formule.
| Thème | Points en jeu | Mots   |
| ----- | ------------- | ------ |
| 5e    | 50            | 8 ou 9 |
| 4e    | 40            | 6 ou 7 |
| 3e    | 30            | 4 ou 5 |
| 2e    | 20            | 3      |
| 1er   | 10            | 2      |

L'émission s'articule autour d'un « maestro », c'est-à-dire le gagnant de l'émission précédente qui remet son titre en jeu à chaque émission,. Son challenger arrive sur le plateau et chante une chanson de son choix. Ensuite, à tour de rôle, les concurrents chantent une chanson d'une catégorie parmi les cinq proposées, leur permettant de gagner de 10 à 50 points, le nombre de mots à trouver à chaque fois étant de plus en plus grand (voir tableau ci-contre). Dans chaque catégorie, le candidat choisit la chanson qu'il veut chanter parmi les deux proposées, puis commencer à chanter, accompagné de l'orchestre et des paroles affichées à l'écran. Dès lors que les paroles s'arrêtent (remplacées par des tirets jaunes), le candidat doit continuer à chanter et donner les mots manquants. Le candidat peut alors vérifier ce qu'il a chanté et doit dire : « Je bloque les paroles » pour valider sa réponse. Si les paroles chantées sont exactes, il gagne le nombre de points associé au thème choisi.
Lorsque les candidats ont chanté deux chansons chacun, ils jouent avec « La même chanson ». Celui qui a le score le moins élevé, part s'isoler dans un fauteuil, avec un casque sur les oreilles, de sorte qu'il n'entende pas ce qu'il se passe sur le plateau. Pendant ce temps, l'autre candidat découvre la chanson qu'il doit chanter. Son but étant de trouver le plus de paroles consécutives exactes de cette chanson dès que l'affichage du texte à l'écran s'arrête, les téléspectateurs les voyant notées en jaune. Dès que le candidat commet une erreur, la musique s'arrête et il marque un point par mot trouvé. Le candidat qui s'était isolé revient et découvre le score de son adversaire à battre. Il chante alors à son tour la chanson, jusqu'à ce qu'un signal sonore (la "clochette") retentisse, lui indiquant alors qu'il a dépassé le nombre de points à battre. Si le premier candidat à avoir chanté est imbattable (la clochette aura retenti), le deuxième ne chante normalement pas la chanson (sauf exceptions). À l'issue de cette manche, celui qui a marqué le plus de points devient (ou reste) maestro et obtient le micro d'argent (voir ci-contre), et participe à l'émission suivante. En cas d'égalité, c'est le maestro qui l'emporte.
| Palier | Somme en jeu | Mots       |
| ------ | ------------ | ---------- |
| 5e     | 20 000 €     | De 13 à 18 |
| 4e     | 10 000 €     | De 9 à 12  |
| 3e     | 5 000 €      | De 6 à 8   |
| 2e     | 2 000 €      | De 3 à 5   |
| 1er    | 1 000 €      | 2 ou 3     |

Lors de la finale, le maestro a la possibilité de gagner de l'argent. Il choisit une chanson parmi les deux qui lui sont proposées,. La chanson s'arrête à cinq reprises, avec à chaque fois un nombre plus grand de mots à trouver et ainsi plus d'argent en jeu, selon le tableau ci-contre,. Le candidat dispose du joker des « initiales », qu'il ne peut utiliser qu'une fois, lequel affiche la première lettre de chaque mot à trouver,. S'il commet une erreur, il ne gagne rien, mais garde ses gains déjà accumulés . Il peut cependant décider de s'arrêter avant de chanter pour un palier supplémentaire, gagnant ainsi la somme déjà accumulée ,. Quel que soit son gain, le maestro revient mettre son titre en jeu lors de l'émission suivante.

## Records de gains et de victoires

### Version classique
En version classique, seuls six duos de candidats ont réussi à remporter la somme maximale, soit 100 000 € :
- le 25 mars 2010, Nelly, une candidate ayant déjà participé à l'émission, et Thomas, son compagnon, remportent la somme maximale, au profit du Sidaction, lors d'une émission spéciale en quotidienne, en retrouvant les paroles d'Allumer le feu de Johnny Hallyday[50].
- le 29 octobre 2010, lors d'un prime spécial Halloween, Gilbert Montagné et Nathalie Corré sont le second duo à gagner les 100 000 € pour l'Institut de la vision. L'ultime chanson était Les Champs-Élysées de Joe Dassin[51].
- le 12 février 2011, lors d'un prime spécial Saint-Valentin, Élodie Frégé et Arnaud Gidoin remportent 100 000 € pour AIDES, sur la chanson L'Aigle noir de Barbara[52].
- le 21 décembre 2011, lors d'une émission en quotidienne qui accueillait des couples et des duos de candidats se connaissant, Vanessa et Fabrice (ce dernier a fait ensuite partie des musiciens de l'émission) gagnent les 100 000 € avec la chanson Comme d'habitude de Claude François. C'est la première fois que la somme maximale est remportée par un duo d'anonymes, non pas pour une association, mais pour eux-mêmes[53],[54].
- le 20 février 2012, lors d'une émission en quotidienne avec le thème « Saint-Valentin », Cécile et Alban-Charles, deux candidats en couple, gagnent la somme maximale, sur la chanson Les P'tites Femmes de Pigalle de Serge Lama[55].
- le 22 septembre 2012, à l'occasion d'un prime spécial été indien, Philippe Lellouche et Sheryfa Luna trouvent les paroles manquantes dans Ma philosophie d'Amel Bent et gagnent 100 000 € pour la Fondation pour la recherche médicale[56],[source insuffisante].

Il est notable qu'aucun candidat jouant seul n'est parvenu à remporter la somme maximale dans la version classique.

### Version maestro
| Légende | Maestro respectivement classés 1er, 2e et 3e | et/ou En cours : Maestro actuel |

Le tableau ci-après donne le classement des 50 plus grands maestros du jeu. Il est établi en fonction de la somme totale remportée durant la période indiquée. Les éventuels gains remportés après la première participation (lors des masters par exemple) ne s'ajoutent pas :
| Rang | Candidat   | Gains     | Victoires | Date d'arrivée    | Date de départ    | Réf(s). |
| ---- | ---------- | --------- | --------- | ----------------- | ----------------- | ------- |
| 1    | Benoît     | 746 000 € | 111       | 2 décembre 2024   | 10 février 2025   | [ 58 ]  |
| 2    | Margaux    | 530 000 € | 59        | 28 décembre 2019  | 3 février 2020    | ,       |
| 3    | Laurens    | 457 000 € | 58        | 27 octobre 2023   | 30 novembre 2023  | ,       |
| 4    | Caroline   | 416 000 € | 56        | 18 septembre 2021 | 21 octobre 2021   | [ 63 ]  |
| 5    | Kevin      | 410 000 € | 43        | 29 juin 2018      | 22 juillet 2018   | ,       |
| 6    | Manon      | 392 000 € | 48        | 27 décembre 2022  | 26 janvier 2023   | [ 66 ]  |
| 7    | Renaud     | 391 000 € | 55        | 13 décembre 2018  | 14 janvier 2019   | [ 67 ]  |
| 8    | Jennifer   | 388 000 € | 64        | 26 novembre 2020  | 5 janvier 2021    | ,       |
| 9    | Natacha    | 372 000 € | 60        | 24 mars 2025      | 29 avril 2025     | [ 70 ]  |
| 10   | Charlotte  | 366 000 € | 59        | 9 mars 2023       | 15 avril 2023     | ,       |
| 11   | Hervé      | 361 000 € | 45        | 30 mai 2016       | 30 juin 2016      | ,       |
| 12   | Louis      | 358 000 € | 65        | 27 janvier 2023   | 9 mars 2023       | ,       |
| 13   | Kristofer  | 309 000 € | 39        | 4 avril 2022      | 26 avril 2022     | [ 77 ]  |
| 14   | Jérémy     | 297 000 € | 29        | 29 septembre 2020 | 26 novembre 2020  | ,       |
| 15   | Caroline   | 274 000 € | 52        | 26 septembre 2022 | 5 décembre 2022   | [ 80 ]  |
| 16   | Maureen    | 274 000 € | 33        | 10 avril 2020     | 28 mai 2020       | ,       |
| 17   | Coline     | 272 000 € | 61        | 17 juillet 2024   | 21 septembre 2024 | [ 83 ]  |
| 18   | Manon      | 270 000 € | 40        | 16 décembre 2021  | 11 janvier 2022   | [ 84 ]  |
| 19   | Étienne    | 266 000 € | 27        | 24 juillet 2023   | 7 août 2023       | [ 85 ]  |
| 20   | Natasha    | 264 000 € | 34        | 30 juin 2022      | 18 août 2022      | [ 86 ]  |
| 21   | Karine     | 252 000 € | 44        | 22 mars 2024      | 18 avril 2024     | [ 87 ]  |
| 22   | Violaine   | 242 000 € | 25        | 8 mars 2016       | 25 mars 2016      | ,       |
| 23   | Virginie   | 241 000 € | 52        | 16 juin 2025      | 16 juillet 2025   | [ 90 ]  |
| 24   | Geoffrey   | 234 000 € | 40        | 12 mai 2021       | 9 juin 2021       | ,       |
| 25   | Coralie    | 227 000 € | 52        | 25 mars 2019      | 26 avril 2019     | ,       |
| 26   | Morgiane   | 221 000 € | 32        | 1er décembre 2023 | 22 décembre 2023  | [ 95 ]  |
| 27   | Alessandra | 220 000 € | 16        | 8 janvier 2021    | 18 janvier 2021   | ,       |
| 28   | Micka      | 213 000 € | 26        | 15 juillet 2019   | 29 juillet 2019   | ,       |
| 29   | Arsène     | 212 000 € | 16        | 1er avril 2020    | 10 avril 2020     | ,       |
| 30   | Valérie    | 203 000 € | 37        | 21 août 2020      | 12 septembre 2020 | ,       |
| 31   | Lucile     | 202 000 € | 28        | 2 avril 2015      | 22 avril 2015     | ,       |
| 32   | Franck     | 189 000 € | 42        | 15 mars 2018      | 10 avril 2018     | ,       |
| 33   | Héloïse    | 185 000 € | 29        | 10 novembre 2017  | 27 novembre 2017  | [ 108 ] |
| 34   | Denis      | 184 000 € | 19        | 6 octobre 2015    | 19 octobre 2015   | [ 109 ] |
| 35   | Mickaël    | 177 000 € | 35        | 18 février 2020   | 11 mars 2020      | ,       |
| 36   | Soriana    | 177 000 € | 22        | 30 juin 2017      | 12 juillet 2017   | [ 112 ] |
| 37   | Honorine   | 175 000 € | 30        | 1er février 2024  | 22 février 2024   | [ 113 ] |
| 38   | Aline      | 169 000 € | 31        | 27 mars 2017      | 14 avril 2017     | [ 114 ] |
| 39   | Pierre     | 168 000 € | 27        | 13 mai 2024       | 13 juin 2024      | [ 115 ] |
| 40   | Cindy      | 163 000 € | 42        | 29 avril 2025     | 10 juin 2025      | ,       |
| 41   | Laure      | 162 000 € | 30        | 25 mai 2023       | 26 juin 2023      | ,       |
| 42   | Toni       | 162 000 € | 13        | 20 décembre 2017  | 26 décembre 2017  | [ 120 ] |
| 43   | Julien     | 161 000 € | 20        | 15 juin 2015      | 30 juin 2015      | [ 121 ] |
| 44   | Baptiste   | 160 000 € | 40        | 6 avril 2021      | 29 avril 2021     | ,       |
| 45   | Laurent    | 159 000 € | 19        | 12 janvier 2017   | 23 janvier 2017   | ,       |
| 46   | Lucie      | 157 000 € | 27        | 25 août 2022      | 8 septembre 2022  | [ 126 ] |
| 47   | Élodie     | 155 000 € | 15        | 21 octobre 2016   | 31 octobre 2016   | [ 127 ] |
| 48   | Élodie     | 151 000 € | 26        | 5 décembre 2022   | 21 décembre 2022  | ,       |
| 49   | Gauthier   | 150 000 € | 20        | 9 février 2016    | 22 février 2016   | [ 130 ] |
| 50   | Franck     | 141 000 € | 10        | 5 décembre 2016   | 12 décembre 2016  | ,       |

Le maestro Benoît détient actuellement les records de gains, victoires, clochettes (61) et des victoires à 20 000 € (28),.
Notes
1. ↑  Le parcours de cette Maestro est suspendu les 6 janvier et 7 janvier 2023, en raison de la seconde édition de la Ligue des Maestros.
2. ↑  Le parcours de ce Maestro est suspendu entre les 19 octobre et 21 novembre 2020, en raison de la neuvième édition des Masters.
3. ↑  Le parcours de cette Maestro est suspendu entre les 21 octobre et 27 novembre 2022, en raison de la onzième édition des Masters, y compris le tour préliminaire.
4. ↑  En raison de la pandémie de Covid-19 et du confinement de la population, empêchant d'assurer les tournages, la diffusion a été interrompue entre le 13 avril et le 9 mai 2020.
5. ↑  Le parcours de cette Maestro est stoppé entre le 24 juillet et le 11 août, puis entre le 28 août et le 8 septembre 2024, en raison des Jeux olympiques et paralympiques.
6. ↑  Le parcours de cette Maestro est suspendu les 31 décembre et 1er janvier 2022, en raison de la première édition de la Ligue des Maestros.
7. ↑  Le parcours de cette Maestro est suspendu entre les 16 juillet et 14 août 2022, en raison de la diffusion des best-of des meilleurs Maestros.
8. ↑  Le parcours de ce Maestro est stoppé entre les 5 et 9 juin 2021, en raison de la diffusion des Internationaux de France de tennis 2021.
9. ↑  Le parcours de ce Maestro est stoppé entre les 26 mai et 9 juin 2024, en raison de la diffusion des Internationaux de France de tennis 2024.
10. ↑  Le parcours de cette Maestro est stoppé entre les 25 mai et 8 juin 2025, en raison de la diffusion des Internationaux de France de tennis 2025.
11. ↑  Le parcours de cette Maestro est stoppé entre les 28 mai et 11 juin 2023, en raison de la diffusion des Internationaux de France de tennis 2023.
12. ↑  Le parcours de ce Maestro est stoppé le 15 avril 2021, en raison de la diffusion de la 5000e émission.

## Identité visuelle (logotypes)

Logo de l'émission du 15 décembre 2007 au 1er juillet 2011
Logo de l'émission du 7 janvier 2013 au 21 août 2016
Logo de l'émission du 22 août 2016 au 15 décembre 2024
Logo actuel de l'émission depuis le 16 décembre 2024

## Émissions spéciales

### Primesévénementiels

#### Principe et récapitulatif
Lors de primes événementiels, ce sont des célébrités qui participent au jeu, dont le principe est le même que les émissions quotidiennes. Elles tentent alors de remporter un maximum d'argent pour l'association caritative qu'elles représentent. Certains primes sont parfois thématisés (« Spéciale Halloween, Saint-Valentin, ou jour de l'an » par exemple).
Parmi les célébrités ayant le plus de participations, on retrouve notamment : Julie Zenatti avec 5 participations, mais aussi Claire Keim, Natasha St-Pier, Valérie Damidot et leurs 4 participations. Suivent notamment Alix Poisson, Arnaud Gidoin, François-Xavier Demaison, Gilbert Montagné, Hélène Ségara, Keen'V, ou encore Michèle Bernier, avec 3 participations.

Célébrités ayant le plus participé à l'émission lors de primes événementiels
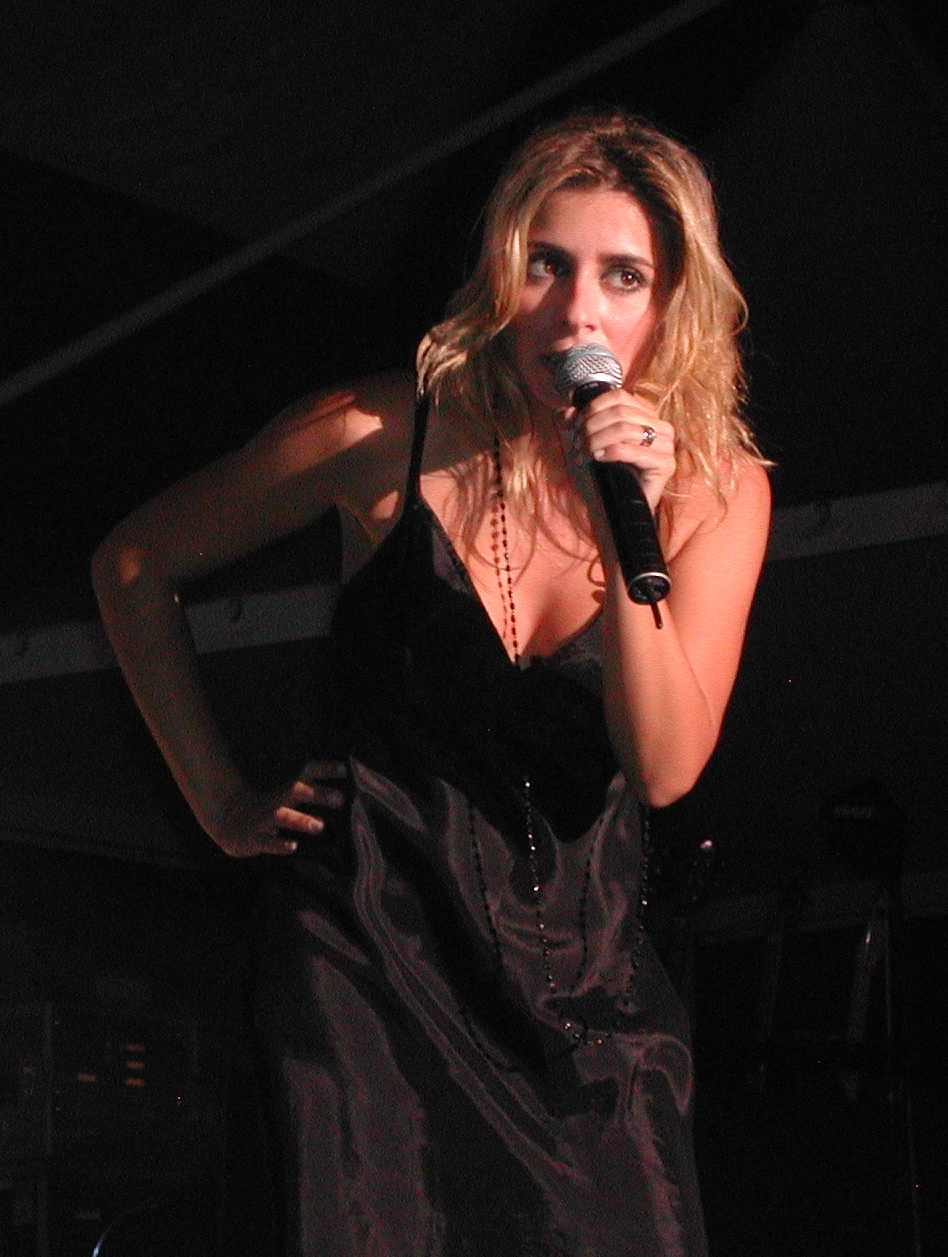
Julie Zenatti (5).
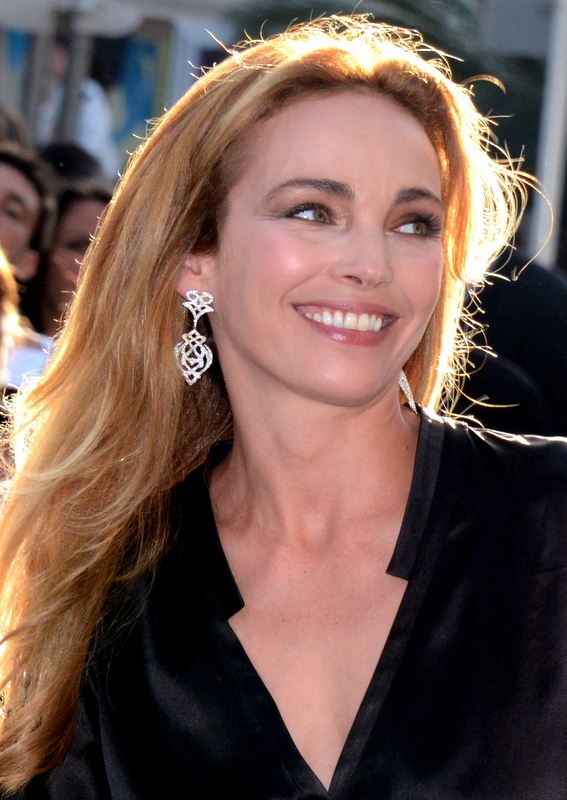
Claire Keim (4).
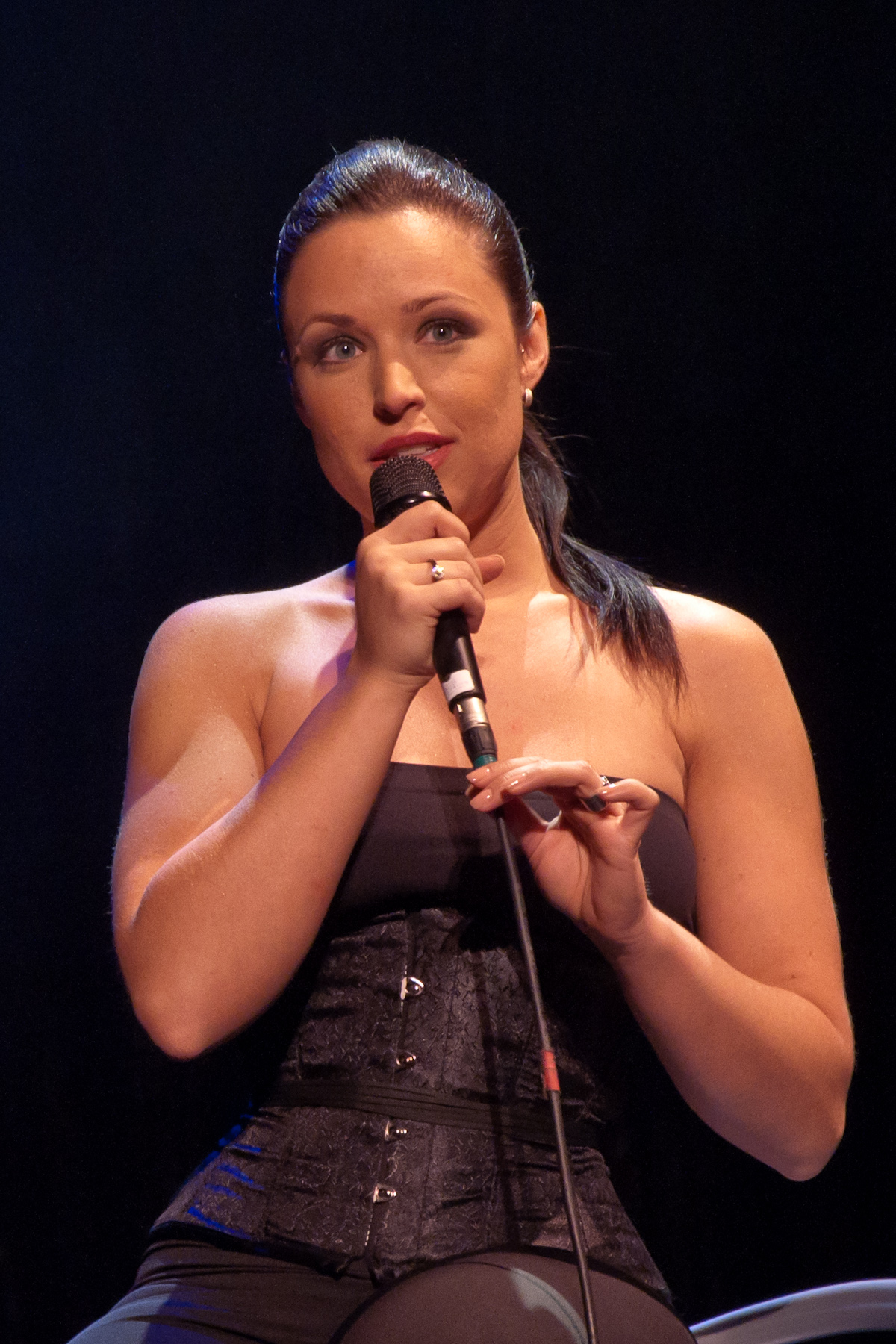
Natasha St-Pier (4).
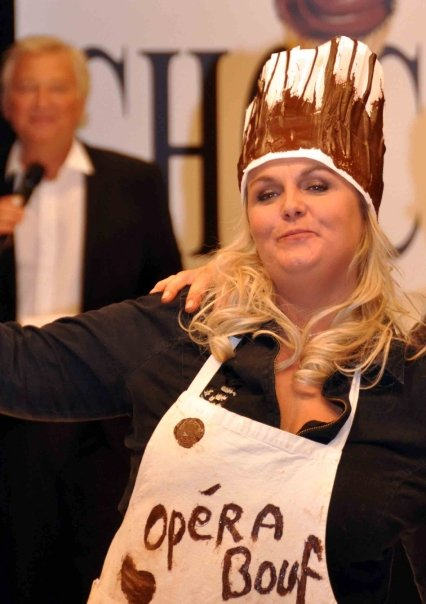
Valérie Damidot (4).
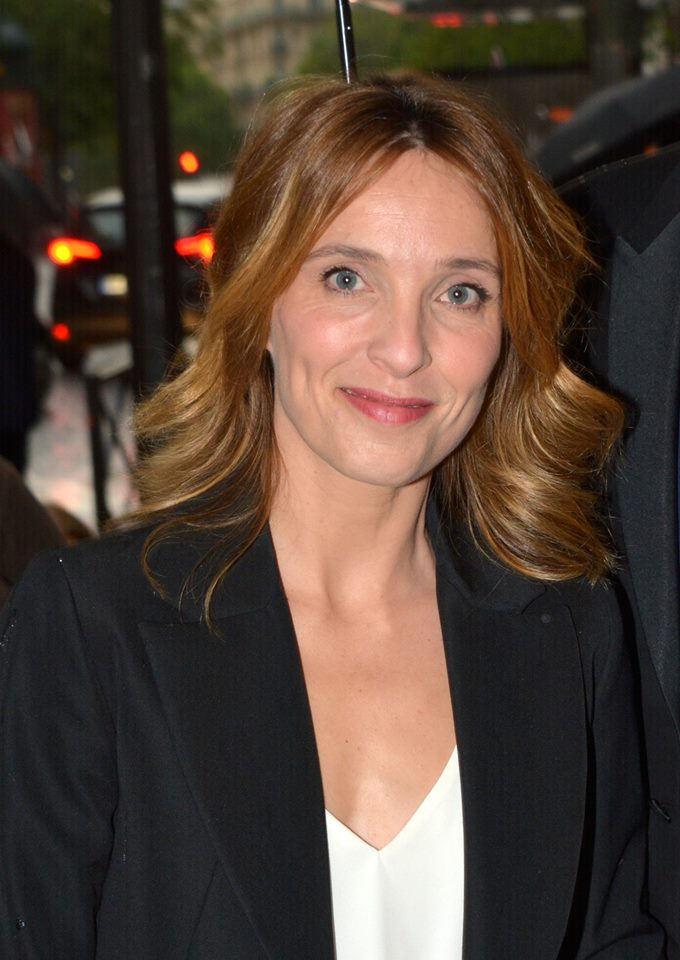
Alix Poisson (3).
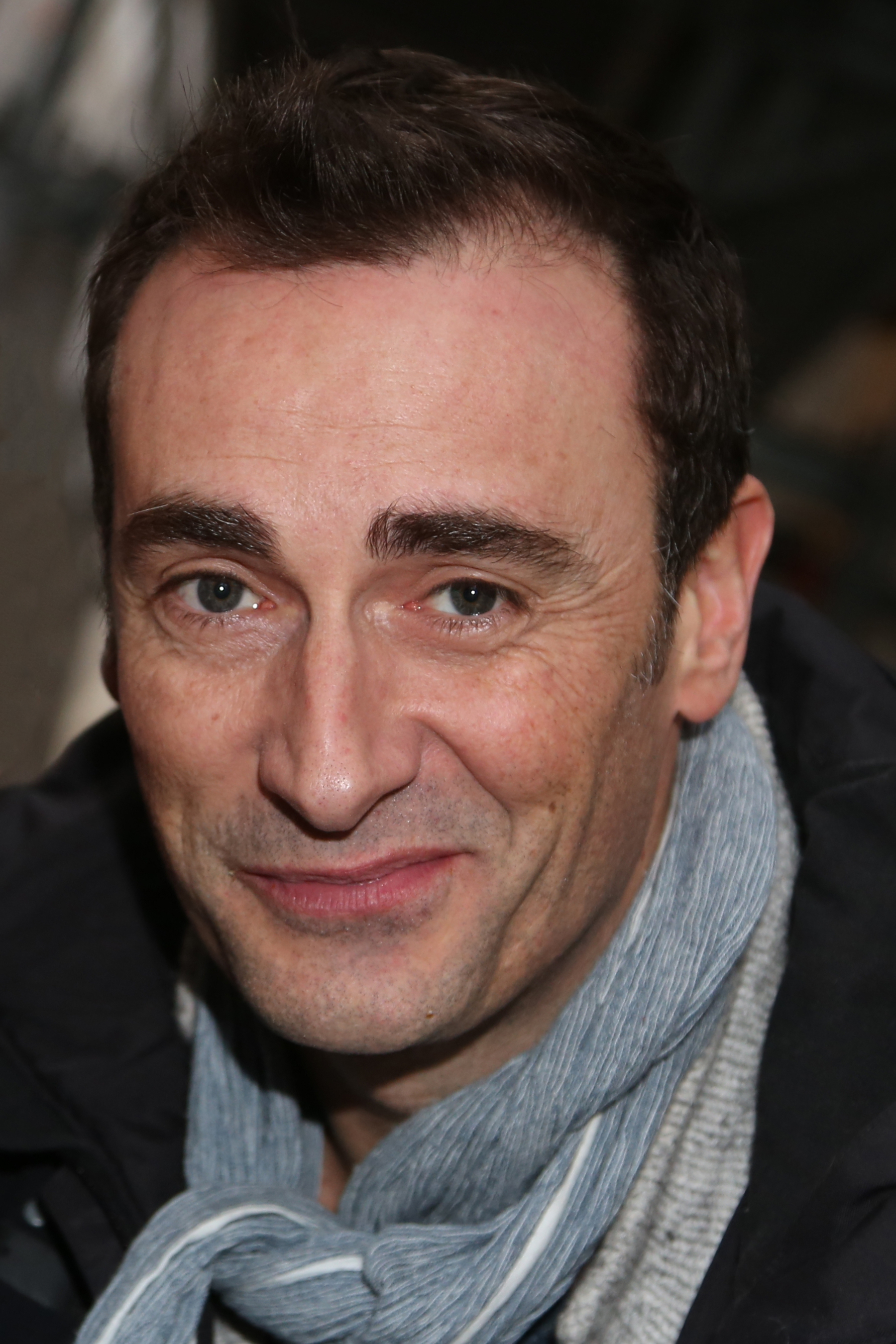
Arnaud Gidoin (3).
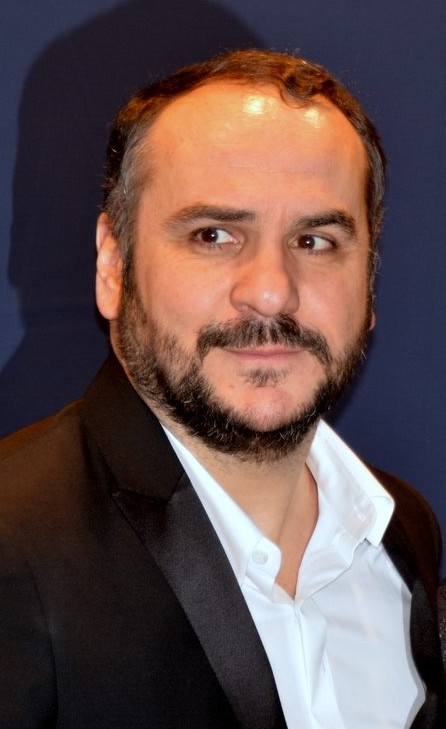
François-Xavier Demaison (3).
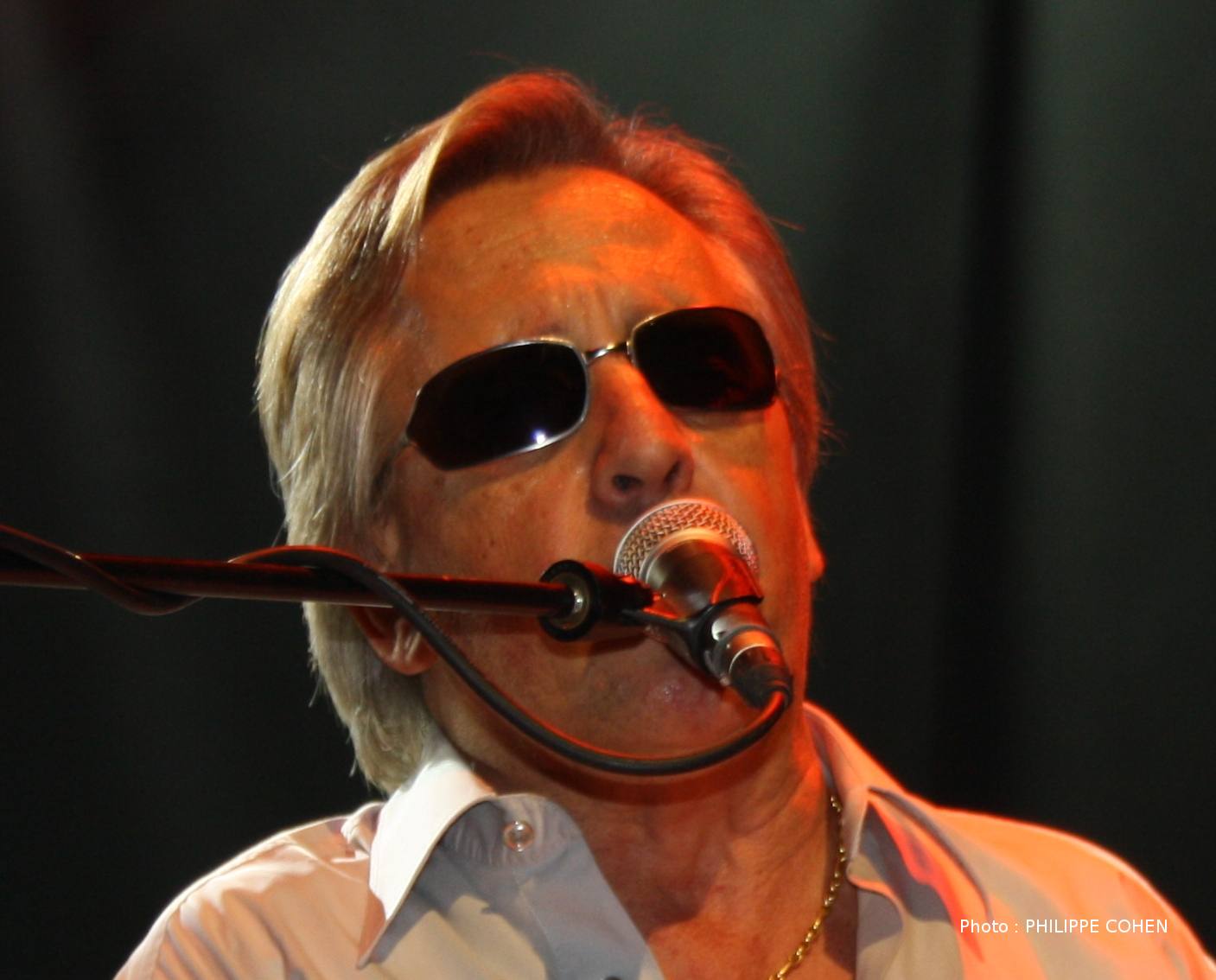
Gilbert Montagné (3).
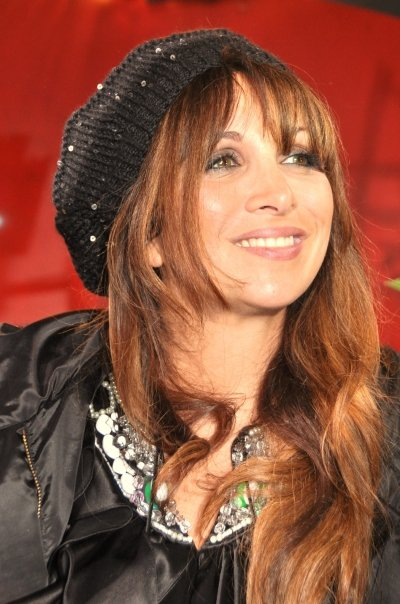
Hélène Ségara (3).
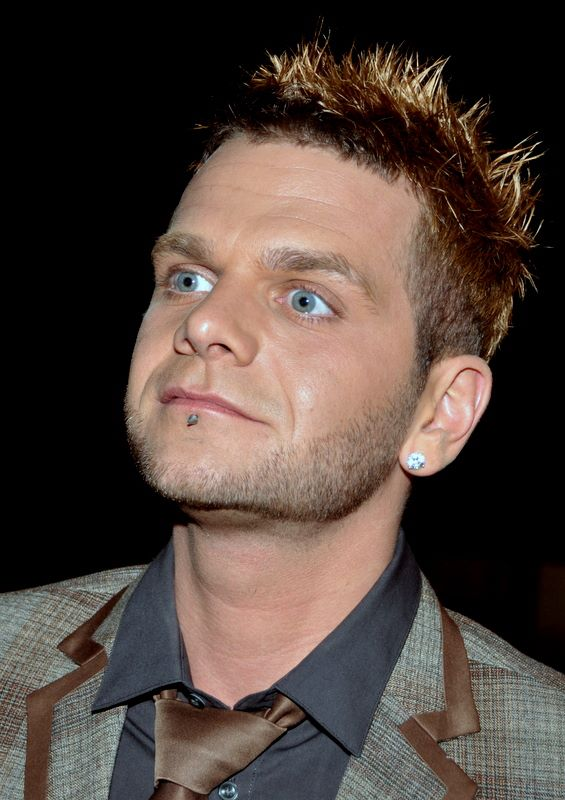
Keen'V (3).
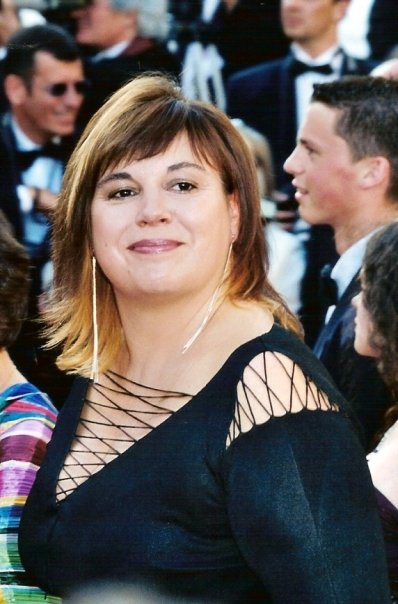
Michèle Bernier (3).

### Lesmasters
- Si vous ne connaissez pas le sujet, laissez ce bandeau (vous pouvez alors contacter les auteurs).
- Si vous supprimez le contenu mis en cause (vous pouvez préalablement contacter les auteurs),

argumentez précisément cette suppression dans la page de discussion
(un manque de référence n'est pas un argument ; une recherche réelle de référence doit avoir été effectuée, être formellement documentée).
Depuis 2012, des émissions spéciales Masters sont organisées occasionnellement, permettant à d'anciens grands gagnants du jeu de revenir pour s'affronter et tenter de gagner de l'argent et/ou des voyages.
Une première édition a eu lieu en mai 2012, permettant à huit grands gagnants de la version classique de s'affronter. Depuis 2015, les Masters sont de retour et permettent aux meilleurs candidats de la version « maestro » de concourir pour le titre de meilleur maestro de l'année. Ils sont organisés deux fois par an jusqu'en 2016, puis une fois par an à partir de 2017.

#### Première édition: mai 2012
Du 7 au 15 mai 2012, huit candidats (Jessica, Frédéric, Vanessa, René, Clémence, Nirina, Karine et Lisa) ayant déjà gagné 50 000 € se sont affrontés dans une série de duels reprenant le principe général de l'émission, mais avec des thèmes imposés et pas de jokers, principes dont les grandes lignes ont été conservées pour la nouvelle version, raccourcie, de l'émission diffusée depuis janvier 2013. 100 000 € étaient en jeu pour le vainqueur du tournoi, qui a été remporté par Nirina.

#### Deuxième édition: janvier 2015
Du 12 au 16 janvier 2015, de nouvelles émissions spéciales Masters ont été diffusées, réunissant les dix candidats ayant gagné le plus d'argent dans la version duel à cette date (Priscilla avec 51 000 €, Élodie avec 55 000 €, Séverine avec 62 000 €, Michel avec 65 000 €, Pauline avec 66 000 €, Miranda avec 70 000 €, Charlotte avec 75 000 €, Adeline avec 76 000 €, Lucia avec 89 000 € et Nathalie avec 93 000 €). C'est Adeline qui remporte cette compétition.

#### Troisième édition: août 2015
Du 24 au 28 août 2015, de nouvelles émissions spéciales Masters ont été diffusées, réunissant les dix candidats ayant gagné le plus d'argent dans la version duel à cette date (Pauline avec 66 000 €, Angéline avec 67 000 €, Miranda avec 70 000 €, Nathalie avec 70 000 €, Charlotte avec 75 000 €, Adeline avec 76 000 €, Lucia avec 89 000 €, Nathalie avec 93 000 €, Julien avec 161 000 € et Lucile avec 202 000 €) selon le même principe qu'en janvier de la même année. C'est Nathalie (93 000 €) qui remporte cette compétition.

#### Quatrième édition: janvier 2016
Du 4 au 15 janvier 2016, de nouvelles émissions spéciales Masters sont diffusées, réunissant les onze candidats ayant gagné le plus d'argent dans la version duel à cette date (Nathalie avec 70 000 €, Aymric avec 71 000 € Charlotte avec 75 000 €, Adeline avec 76 000 €, Lora avec 82 000 €, Lucia avec 89 000 €, Nathalie avec 93 000 €, Fannie avec 100 000 €, Julien avec 161 000 €, Denis avec 184 000 € et Lucile avec 202 000 €). Lors de cette édition, les deux premiers candidats du classement s'affrontent lors de la première paire d'émissions (chaque émission représentant une manche). Le candidat vainqueur d'une manche a la possibilité de remporter jusqu'à 20 000 € lors de la finale (les gains sont cumulables d'émission en émission, ce qui permet à un candidat de gagner jusqu'à 400 000 € en fonction de son classement, et sont définitivement acquis même en cas d'élimination), tandis que celui qui totalise le plus de points au cumul des deux parties revient le jour suivant pour affronter le troisième candidat au classement, et ainsi de suite. Celui qui remporte le dernier duel gagne un voyage ainsi que le trophée du micro d'argent. C'est Nathalie (70 000 €) qui remporte cette compétition (avec un gain de 22 000 € en plus du trophée et du voyage), ayant remporté le dernier match face à Lucia.

#### Cinquième édition: août-septembre 2016
Du 29 août au 10 septembre 2016, de nouvelles émissions spéciales Masters sont diffusées, réunissant les treize candidats ayant gagné le plus d'argent dans la version duel à cette date (Aymric avec 71 000 €, Charlotte avec 75 000 €, Adeline avec 76 000 €, Lora avec 82 000 €, Lucia avec 89 000 €, Nathalie avec 93 000 €, Fannie avec 100 000 €, Gauthier avec 150 000 €, Julien avec 161 000 €, Denis avec 184 000 €, Lucile avec 202 000 €, Violaine avec 242 000 € et Hervé avec 361 000 €), selon le même principe qu'en janvier de la même année, la seule différence étant que l'émission étant désormais diffusée également le samedi, il y a deux paires d'émissions supplémentaires, permettant donc la participation de treize candidats au lieu de onze. Le gain maximal possible pour un candidat est ainsi porté à 480 000 € pour les deux premiers au classement. C'est Aymric qui remporte cette compétition (avec un gain de 1 000 € en plus du trophée et du voyage), ayant remporté le dernier match face à Adeline. Hervé, no 1 au classement des maestros à la date de la compétition, a été éliminé par Lucile lors des émissions du 30 août, mais il est le candidat qui a remporté le plus d'argent lors de cette édition, avec un total de 40 000 €.

#### Sixième édition: septembre-octobre 2017
Du 18 septembre au 4 octobre 2017, de nouvelles émissions spéciales Masters sont diffusées, réunissant les seize candidats ayant gagné le plus d'argent dans la version duel à cette date (Sarah avec 83 000 €, Lucia avec 89 000 €, Nathalie avec 93 000 €, Fannie avec 100 000 €, Dorian avec 114 000 €, Franck avec 141 000 €, Gauthier avec 150 000 €, Élodie avec 155 000 €, Laurent avec 159 000 €, Julien avec 161 000 €, Aline avec 169 000 €, Soriana avec 177 000 €, Denis avec 184 000 €, Lucile avec 202 000 €, Violaine avec 242 000 € et Hervé avec 361 000 €). Comme l'édition de mai 2012, il s'agit d'un tournoi à éliminations directes. Les huitièmes de finale ont lieu du 18 au 26 septembre, puis les quarts de finale du 27 au 30 septembre, les demi-finales les 2 et 3 octobre et la finale le 4 octobre. Comme précédemment, chaque match opposant deux candidats se joue sur deux émissions, chaque émission représentant une manche. Une victoire à une manche permet au candidat de gagner jusqu'à 20 000 € lors de la chanson finale et comme lors des éditions précédentes, les gains sont cumulables d'émission en émission et sont acquis même en cas d'élimination. Puisqu'il y a quatre étapes chacune constituée de deux manches, soit maximum huit occasions pour un candidat d'ajouter de l'argent à sa cagnotte, le gain maximal est de 160 000 €. Le candidat qui totalise le plus de points au cumul des deux manches se qualifie pour l'étape suivante. Le vainqueur de la finale remporte le trophée du micro d'argent et un voyage, en plus de ses éventuels gains. Pour les huitièmes de finale, les candidats se sont affrontés en tenant compte de leur position au classement par gains remportés :
C'est Sarah qui a finalement remporté la compétition. En plus du trophée et du voyage, elle a remporté la somme de 77 000 €, ce qui représente le plus haut montant obtenu par un candidat seul lors d'émissions spéciales Masters depuis la mise en place de la version « maestro » (ce record sera néanmoins battu par Hervé l'année suivante).

#### Septième édition (septembre 2018)
Cette septième édition des masters se déroule du 17 au 29 septembre 2018.
Les seize plus grands maestros s'affrontent, à savoir (du premier au seizième dans le classement) : Kevin, Hervé, Violaine, Lucile, Franck, Héloïse, Denis, Soriana, Aline, Toni, Julien, Laurent, Élodie, Gauthier, Franck et Aline,. La composition des duels est établie par un tirage au sort.
Les huitièmes de finale sont diffusés entre le 17 et le 25 septembre. Les candidats s'affrontent lors de deux manches, et celui qui cumule le plus de points se qualifie pour les quarts de finale, diffusés du 26 au 29 septembre. Les demi-finales et la finale sont quant à elles diffusés lors d'un même prime-time, le 29 septembre 2018.
Le tableau ci-après donne les résultats, match par match :
C'est finalement Hervé qui remporte la compétition. Il reçoit un trophée, 90 000 € et gagne un voyage au Sri Lanka,,. Kevin, battu en finale, repart quant à lui avec 65 000 €.

#### Huitième édition (septembre 2019)
Cette huitième édition des masters se déroule du 9 au 21 septembre 2019.
Les seize plus grands maestros s'affrontent, à savoir (du premier au seizième dans le classement) : Kevin, Renaud, Hervé, Violaine, Coralie, Micka, Lucile, Franck, Héloïse, Denis, Soriana, Aline, Toni, Julien, Laurent et Élodie.
Les huitièmes de finale sont diffusés entre le 9 septembre 2019 et le 17 septembre. Les candidats s'affrontent lors de deux manches, et celui qui cumule le plus de points se qualifie pour les quarts de finale, diffusés du 18 au 21 septembre 2019. Les demi-finales et la finale sont quant à elles diffusés lors d'un même prime-time, le 21 septembre 2019.
Le tableau ci-après donne les résultats, match par match :
C'est finalement Kevin qui remporte la compétition. Il reçoit un trophée, 87 000 € et gagne un voyage en Thaïlande,. Élodie, battue en finale, repart quant à elle avec 100 000 €.

#### Neuvième édition (octobre-novembre 2020)
Cette neuvième édition des Masters se déroule du 19 octobre 2020, au 21 novembre 2020.
Les trente-deux plus grands maestros (Margaux, Kevin, Renaud, Hervé, Maureen, Violaine, Jérémy, Coralie, Micka, Arsène, Valérie, Lucile, Franck, Héloïse, Denis, Mickaël, Soriana, Aline, Toni, Julien, Laurent, Élodie, Gauthier, Franck, Aline, Virginie, Cindy, Estelle, Johanna, Sarah, Dorian et Paul) s'affrontent.
Le tableau ci-après donne les résultats, match par match :
C'est finalement Arsène qui remporte la compétition. Il reçoit un trophée, 112 000 € et gagne un voyage à Tahiti.

#### Dixième édition (octobre-novembre 2021)
Cette dixième édition des Masters se déroule du 26 octobre 2021 au 27 novembre 2021.
Trente-deux des plus grands maestros (Margaux, Caroline, Kevin, Renaud, Jennifer, Hervé, Jérémy, Maureen, Violaine, Geoffrey, Alessandra, Micka, Arsène, Valérie, Lucile, Franck, Héloïse, Denis, Mickaël, Soriana, Aline, Toni, Julien, Baptiste, Élodie, Gauthier, Franck, Aline, Virginie, Léa, Cindy et Estelle) s'affrontent.
Le tableau ci-après donne les résultats, match par match :
C'est Toni qui a finalement remporté la compétition.

#### Onzième édition (octobre-novembre 2022)
Contrairement aux années précédentes, il y a un tour qualificatif (diffusé les 21 et 22 octobre) afin de départager huit maestros (Kaël, Cynthia, Yoan, Jocelyne, Aurélie, Einath, Mégane, Magali) parmi les plus performants de la saison régulière 2021-2022.
Parmi ceux-ci, le vainqueur Kaël, opposé à Franck (34) le 24 octobre, obtient une des 32 places dans le tournoi.
Trente-deux des plus grands maestros (Margaux, Caroline, Kevin, Renaud, Jennifer, Hervé, Kristofer, Jérémy, Maureen, Manon, Natasha, Caroline, Violaine, Geoffrey, Alessandra, Micka, Arsène, Valérie, Lucile, Franck, Héloïse, Denis, Mickaël, Soriana, Toni, Julien, Baptiste, Lucie, Élodie, Gauthier, Aline et Kaël) s'affrontent.
C'est finalement Renaud qui remporte cette édition.

#### Douzième édition (août-octobre 2023)
Comme l'année dernière, il y a un tour qualificatif (diffusé du 28 août au 1er septembre) afin de départager huit maestros (Élodie, Laurène, Mélodie, Aurore, Audrey, Joan, Audrey, Sébastien) parmi les plus performants de la saison régulière 2022-2023.
Bien que victorieuse de ce tour qualificatif, Audrey, finalement opposée le 2 septembre à Lucie la 36e du classement général, ne parvient pas à obtenir l'une des 32 places et c'est Lucie qui participe au tournoi.
Trente-deux des plus grands maestros (Margaux, Caroline, Kevin, Manon, Renaud, Jennifer, Charlotte, Hervé, Louis, Kristofer, Jérémy, Caroline, Maureen, Manon, Étienne, Natasha, Violaine, Geoffrey, Alessandra, Micka, Arsène, Valérie, Lucile, Franck, Héloïse, Denis, Soriana, Laure, Toni, Julien, Baptiste et Lucie) s'affrontent,.
C'est finalement Margaux qui remporte l'édition 2023, repartant avec 101 000 euros de gains et un voyage en Thaïlande. Elle devient ainsi la première maestro à avoir remporté les trois tournois de l'émission : la Ligue, le Tournoi des Maestros et les Masters, le tout la même année.

#### Treizième édition (septembre-novembre 2024)
Comme les deux années précédentes, il y a un tour qualificatif (diffusé du 30 septembre au 4 octobre) afin de départager huit maestros (Céline, Nathalie, Justine, Laëtitia, Tony, Mélanie, Sophie, Cécile) parmi les plus performants de la saison régulière 2023-2024.
Parmi ceux-ci, la gagnante Nathalie, opposée à Toni (38) le 5 octobre, obtient une des 32 places dans le tournoi.
Trente-deux des plus grands maestros (Margaux, Laurens, Caroline, Kevin, Manon, Renaud, Jennifer, Charlotte, Louis, Kristofer, Jérémy, Caroline, Maureen, Coline, Manon, Étienne, Natasha, Karine, Morgiane, Alessandra, Micka, Arsène, Valérie, Lucile, Franck, Héloïse, Mickaël, Soriana, Honorine, Pierre, Laure et Nathalie) s'affrontent.
C'est finalement Laurens qui remporte l'édition 2024, repartant avec 73 000 euros de gains et une croisière sur un catamaran en Corse.

### N'oubliez pas les enfants!

#### Principe
L'émission reprend le principe de la version quotidienne, à la seule différence que ce sont des enfants qui s'affrontent, au cours d'un prime événementiel. Étant donné qu'il n'est pas possible de faire gagner de l'argent à des mineurs, les gains de la finale sont remplacés par divers cadeaux préalablement choisis par les candidats,.

### Letournoi des maestros

#### Principe
Les plus grands maestros du jeu reviennent le temps de plusieurs primes et s'affrontent en équipe. Ils jouent pour tenter de remporter jusqu'à 100 000 € par émission, reversés à des associations caritatives,.

#### Détails
La première édition est diffusée les 25 mai, 1er juin et 8 juin 2019. Les seize plus grands maestros du jeu s'affrontent et c'est finalement l'équipe de Kevin, Coralie, Julien et Denis qui l'emporte. Ils gagnent un voyage à l'île Maurice. Au total, 300 000 € sont remportés et répartis entre les trois associations.
La deuxième édition est diffusée les 30 mai, 6 juin, 13 juin et 20 juin 2020. Dix-huit des plus grands maestros du jeu s'affrontent et c'est finalement l'équipe de Violaine, Arsène et Julien qui l'emporte. Ils gagnent un voyage au soleil. Au total, 400 000 € sont remportés et répartis entre les quatre associations.
La troisième édition est diffusée les 24 avril, 1er mai, 8 mai et 15 mai 2021. Dix-huit des plus grands maestros du jeu s'affrontent et c'est finalement l'équipe d'Hervé, Maureen et Mickaël qui l'emporte. Ils gagnent un voyage en Martinique. Au total, 400 000 € sont remportés et répartis entre les quatre associations.
La quatrième édition est diffusée les 9 avril, 16 avril, 23 avril et 30 avril 2022. Dix-huit des plus grands maestros du jeu s'affrontent et c'est finalement l'équipe d'Hervé, Geoffrey et Lucille qui l'emporte. Ils gagnent un voyage en République dominicaine. Au total, 400 000 € sont remportés et répartis entre les quatre associations.
La cinquième édition est diffusée les 7 avril, 14 avril, 21 avril et 28 avril 2023. Dix-huit des plus grands maestros du jeu s'affrontent et c'est finalement l'équipe de Margaux, Louis et Violaine qui l'emporte. Au total, 400 000 € sont remportés et répartis entre les quatre associations.
La sixième édition est diffusée les 30 mars, 6 avril et 13 avril 2024. Seize des plus grands maestros s'affrontent et c'est finalement l'équipe de Margaux, Charlotte, Morgiane et Kristofer qui l'emporte. Ils gagnent un voyage au Maroc.

### Laligue des maestros

#### Principe
Les plus grands maestros (au nombre de cinq et jouant individuellement en 2021-2022, puis au nombre de dix répartis en équipes de deux en 2023) s'affrontent lors de matches où chaque candidat ou binôme rencontre tous les autres une fois, ce qui donne un total de dix confrontations, diffusées sur quatre émissions quotidiennes et un prime. Lors de chaque match, une victoire rapporte deux points, une égalité un point et une défaite zéro point. Le total des points détermine un classement des cinq candidats ou binôme et l'attribution de cadeaux (voyage, excursion…) à chaque participant.
Après le couronnement du meilleur candidat ou binôme de ce tournoi, une chanson finale sera jouée par deux à cinq candidats afin de faire gagner 100 000 € à une association.

#### Détails
La première édition est diffusée lors des quotidiennes du 31 décembre 2021 et du 1er janvier 2022, et lors d'une première partie de soirée diffusée le 1er janvier. Les cinq maestros qui participent à cette première ligue des maestros sont Margaux, Caroline, Kevin, Renaud et Jennifer. Finalement, c'est Renaud qui gagne cette première ligue des maestros et un voyage pour l'île Maurice.
La deuxième édition est diffusée lors des quotidiennes des 6 et 7 janvier 2023 et lors d'une première partie de soirée diffusée le 7 janvier. Les dix maestros qui participent sont Margaux, Caroline, Kevin, Renaud, Jennifer, Hervé, Kristofer, Jeremy, Caroline et Maureen. C'est le duo Margaux - Hervé qui s'impose finalement, à l'issue d'un dernier match qui l'oppose au duo Renaud - Caroline (n°9).

## Audiences et diffusion

### En France

#### Émissions quotidiennes
L'émission est d'abord diffusée de façon hebdomadaire, tous les samedis à 18 h 55, jusqu'à l'été 2008. Lors de son lancement le 15 décembre 2007, 2 660 000 téléspectateurs regardent le programme, soit 15,7 % du public.
À partir de l'été 2008, l'émission est diffusée de façon quotidienne, à 19 h, du lundi au vendredi, jusqu'au 7 janvier 2013.
Dès le 7 janvier 2013, l'émission est raccourcie de 30 min et débute à 19 h 30, pour une diffusion du lundi au vendredi, jusqu'en septembre 2013.
En septembre 2013, l'émission garde sa périodicité, mais est rallongée, pour commencer vers 19 h 15, jusqu'au 15 novembre 2013.
À partir du 18 novembre 2013, la périodicité devient bi-quotidienne, avec deux numéros diffusés du lundi au vendredi dès 18 h 45, jusqu'au 17 janvier 2014.
Le 20 janvier 2014, l'émission bascule à 17 h 45, du lundi au vendredi, jusqu'au 14 mars 2014.
Dès le 17 mars 2014, l'émission retrouve le créneau du 18 h 35 - 20 h, avec deux épisodes diffusés du lundi au vendredi,, jusqu'en avril 2014, date à laquelle l'émission est raccourcie, pour débuter vers 18 h 50.
À partir du 22 août 2016, l'émission gagne un jour de diffusion. Ainsi, un premier épisode est diffusé vers 18 h 40 et un autre aux alentours de 19 h 15, du lundi au samedi (et exceptionnellement le dimanche durant l'été 2017,, la fin d'année 2017 et juin 2018 et les étés 2018, 2019 et 2021).
En 2020 et 2022, l'émission réalise plusieurs records d'audience :
- le 3 février 2020 : 3 220 000 téléspectateurs regardent le programme, soit 20,4 % du public[A 9].
- le 12 novembre 2020 : 4 990 000 téléspectateurs regardent le programme, soit 20,1 % du public[A 10].
- le 26 avril 2022 : 3 590 000 téléspectateurs regardent le programme, soit 21,1 % du public[A 11].

La pandémie de Covid-19 et le confinement lié, empêchent les productions d'assurer la continuité dans le tournage des émissions, des rediffusions sont proposées. Ainsi, entre les 13 et 25 avril 2020, les masters 2019 sont à retrouver. Puis, entre le 27 avril et le 9 mai 2020, la chaîne rediffuse le parcours de Kevin, l'un des plus grands maestro du jeu, avant que l'émission ne revienne avec des inédits le 11 mai 2020.
Le 15 avril 2021 à 19 h 10, N'oubliez pas les paroles ! fête la diffusion de sa 5000e émission. Pour l'occasion, Kevin et Margaux, les deux plus grands maestros du jeu, sont présents et tentent d'empocher 20 000 €, reversés à l'Association du Syndrome de Fatigue Chronique (ASFC). Ils sont accompagnés de Kendji Girac, Vianney, Claudio Capéo et Pascal Obispo,.

#### Le tournoi des maestros
Les trois épisodes de la première édition réunissent en moyenne (à J+7) 2 670 000 téléspectateurs, soit 14,2 % de part de marché sur les 4 ans et plus.

### En Belgique
En Belgique, les deux émissions quotidiennes sont diffusées sur La Deux du lundi au samedi depuis le 2 septembre 2019, à partir de 17 h 40. Et depuis septembre 2020 sur Tipik à 16 h 45 du lundi au samedi.

## Polémiques

### Mars 2018
Le 6 mars 2018, Aline est éliminée après 30 victoires et 135 000 € amassés, devenant ainsi, la 14e plus grande maestro du jeu,. Cependant, des internautes ont rapidement repéré une erreur lors de l'épreuve de la même chanson, à l'origine de sa défaite. En effet, elle a chanté « Ils t'imposaient l’Islam des tyrans », sur le titre Manhattan-Kaboul de Renaud et Axelle Red, alors que la production attendait « Ils t'imposaient l’Islam les tyrans »,. Livret du disque à l'appui, les internautes ont affirmé, notamment sur Twitter, qu'Aline avait chanté les bonnes paroles,. Face aux nombreux messages, la production a réagi, dès le lendemain par un tweet : « Sur les milliers de chansons avec lesquelles nous jouons depuis dix ans, nous nous sommes toujours basés sur les textes que nous fournissent les éditeurs. Car tout le monde sait qu'il peut y avoir des divergences entre les différentes versions d'albums, les livrets, les versions live… Après vérification, il semble que dans ce cas très précis, l'enregistrement original et le livret diffèrent du texte de l'éditeur et qu'il y avait une coquille dans ce dernier. Cruella, rouge de honte, a présenté ses excuses à Aline. Elle lui a proposé de revenir et dès que son agenda le lui permettra, elle sera de retour dans l'émission ! »,.
Aline retente ainsi sa chance le 25 avril 2018 face à Aurélie (la maestro en place) au même titre que n'importe quel autre challenger. En cas de victoire, sa cagnotte aurait été remise à zéro (puisqu'ayant déjà empoché les 135 000 €), mais le nombre de victoires (30) aurait continué à augmenter. Cependant, la chanson Pull marine d'Isabelle Adjani ne lui réussit pas, puisqu'à l'issue du match, elle ne totalise que 98 points, contre 194 pour Aurélie. Elle est ainsi définitivement éliminée,,.

### Janvier 2019
Le 14 janvier 2019, le maestro Renaud perd en oubliant un "mais" sur la chanson Cassé de Nolwenn Leroy lors de la même chanson. Les téléspectateurs estiment sur les réseaux sociaux que Renaud ne s'est pas trompé car on ne l'entend pas dans les extraits audios. La chanteuse apporte elle aussi son soutien au maestro car elle ne chante pas ce "mais" sur scène.
Finalement, la production tranche et estime que Renaud est bien éliminé. En effet, ce "mais" est bien présent dans les paroles déposées à la SACEM et sur le livret de l'album. Ce sont donc ces paroles qui font foi. Par ailleurs, Renaud avait un carnet de révision où il notait ses erreurs. Sur ce carnet, on pouvait lire qu'il avait mis ce "mais" en évidence pour s'en rappeler.

### Avril 2020
Le 10 avril 2020, le maestro Arsène est éliminé sur la chanson Aïcha de Khaled lors de la même chanson, dépassé par sa challengeuse Maureen. La chanson existe en deux versions : une version entièrement française et une avec une partie en langue arabe. Arsène avait appris la seconde version qui n'était pas celle de l'émission. Les téléspectateurs ont estimé que Arsène avait été injustement éliminé. Néanmoins, Arsène prendra la parole pour couper court à la polémique.

### Août 2022
L'ancien maestro Kristofer est accusé d'avoir volontairement déstabilisé l'un de ses adversaires lors de son parcours. D'autres maestros se sont exprimés à ce sujet, notamment pour dénoncer le lynchage provoqué par la polémique.

### Juin 2024
Le 27 juin 2024, lors de la deuxième émission du jour, Nagui explique aux téléspectateurs que la production a commis une erreur en éliminant à tort la candidate Justine. Trois émissions plus tôt, la candidate Justine, alors maestro, se voit proposer la chanson Beau de Joseph Kamel et Julien Doré. Dans les paroles à retrouver, Justine propose « son reflet dans l'autre » mais la production attendait la réponse « son reflet dans l'eau », ce qui a eu pour conséquence de l'éliminer après la même chanson Le zizi de Pierre Perret. Après avoir appelé Joseph Kamel, celui-ci confirme que Justine avait raison.
Nagui appelle alors Justine qui reprend alors sa place de maestro et affronte de nouveau sa challenger Nathalie qui l'avait battue par erreur. Après ce match, Justine remporte la victoire et continue son parcours.

## Produits dérivés
En 2010, Dujardin a édité un jeu de société basé sur l'émission en version classique. 96 chansons y sont proposées.